# Kurt Gerstein
Kurt Gerstein (11 Agost 1905 – 25 juliol 1945) va ésser un oficial de les SS alemany i membre de l'Institut per la Higiene de les Waffen-SS. Va presenciar assassinats en massa en els camps d'extermini Nazis de Belzec i Treblinka. Va donar informació al diplomàtic suec Göran von Otter, així com a membres de l'Església catòlica Romana amb contactes amb el Papa Pius XII, en un esforç per informar l'opinió pública internacional sobre l'Holocaust. L'any 1945, després de la seva rendició, va escriure l'informe Gerstein que cobreix la seva experiència de l'Holocaust. Suposadament es va suïcidar mentre es trobava sota custòdia francesa.

## En la cultura popular
La història de Kurt Gerstein va inspirar el film Amen dirigit per Costa-Gavras.